# 桜井栄一
桜井栄一は、東京都建設局公園緑地部長、(社)ランドスケープコンサルタンツ協会事務局長を歴任。第19回日本公園緑地協会北村賞受賞。

## 参考
- https://www.jalc.or.jp/monthly/web357/357.html
- https://www.mlit.go.jp/notice/noticedata/sgml/035/76000224/76000224.html
- 都市公園, 東京都公園協会、1956年3月号
- 職員録, 第 2 部、大蔵省印刷局 1995